# 西心寺
西心寺（さいしんじ）は、愛知県安城市川島町西屋敷16にある真宗大谷派の寺院。
元和元年（1615年）の創建と伝わる。山号は川嶋山。本尊は阿弥陀如来立像。本堂と山門が登録有形文化財。

## 歴史

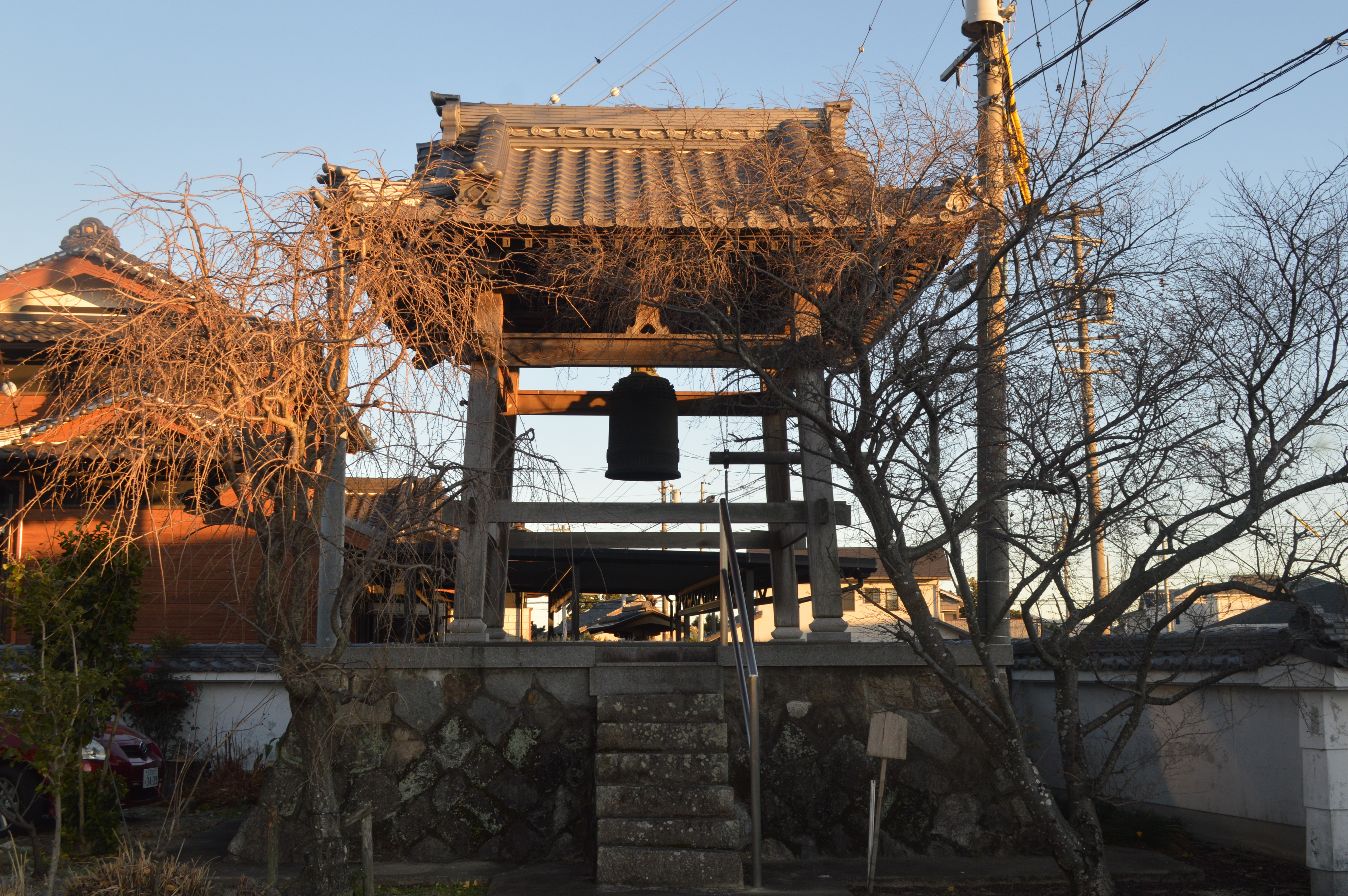
鐘楼

### 創建
矢作川右岸（西岸）に位置する。慶長19年（1614年）の大坂冬の陣には、徳川家康方で近藤善四祐正と子の近藤善次祐基も出陣し、近藤善四祐正は討ち死にした。近藤善次祐基も討ち取られる寸前だったが、蓮如上人が書いた名号が切れたものの自身は無事だった。
近藤善次祐基は家康から屋敷地7畝15歩を除地として与えられると、仏門に入って祐念に改め、父の法名を寺号として西心寺を建立した。延宝5年（1677年）には本山から本尊となる阿弥陀如来を下付された。

### 近世
享和3年（1803年）には手水鉢を、文化2年（1805年）には梵鐘を鋳造した。天保6年（1835年）には本堂を建てた。大工棟梁は老規が岡田五左衛門尉源之昌（8代目岡田五左衛門）、當規が岡田米治郎源宜堯 （9代目岡田五左衛門）である。願主は東本願寺の再建などで財を成した材木商の太田佐兵衛である。この際には近隣の各村から地築の支援を受け、後の安城村・福釜村・和泉村の範囲からも石・米の寄付を受けている。

### 近代
1873年（明治6年）9月28日、村高村・河野村・坂戸村・川島村の4村を学区とする川島学校が創立されると、西心寺の庫裏が校舎に充てられた。1868年（明治元年）には書院を、1891年（明治24年）には倉庫を、1903年（明治36年）には水屋と山門を建て、1916年（大正5年）には庫裏を改築した。山門は西大平の杉浦家が棟梁を務めた。

### 現代
2022年（令和4年）2月17日、本堂と山門が登録有形文化財に登録された。岡田五左衛門が棟梁を務めた現存する寺院本堂としては、豊川市豊川町の三明寺本堂、西尾市上町の正念寺本堂、西尾市吉良町の海蔵寺本堂などがある。

## 文化財

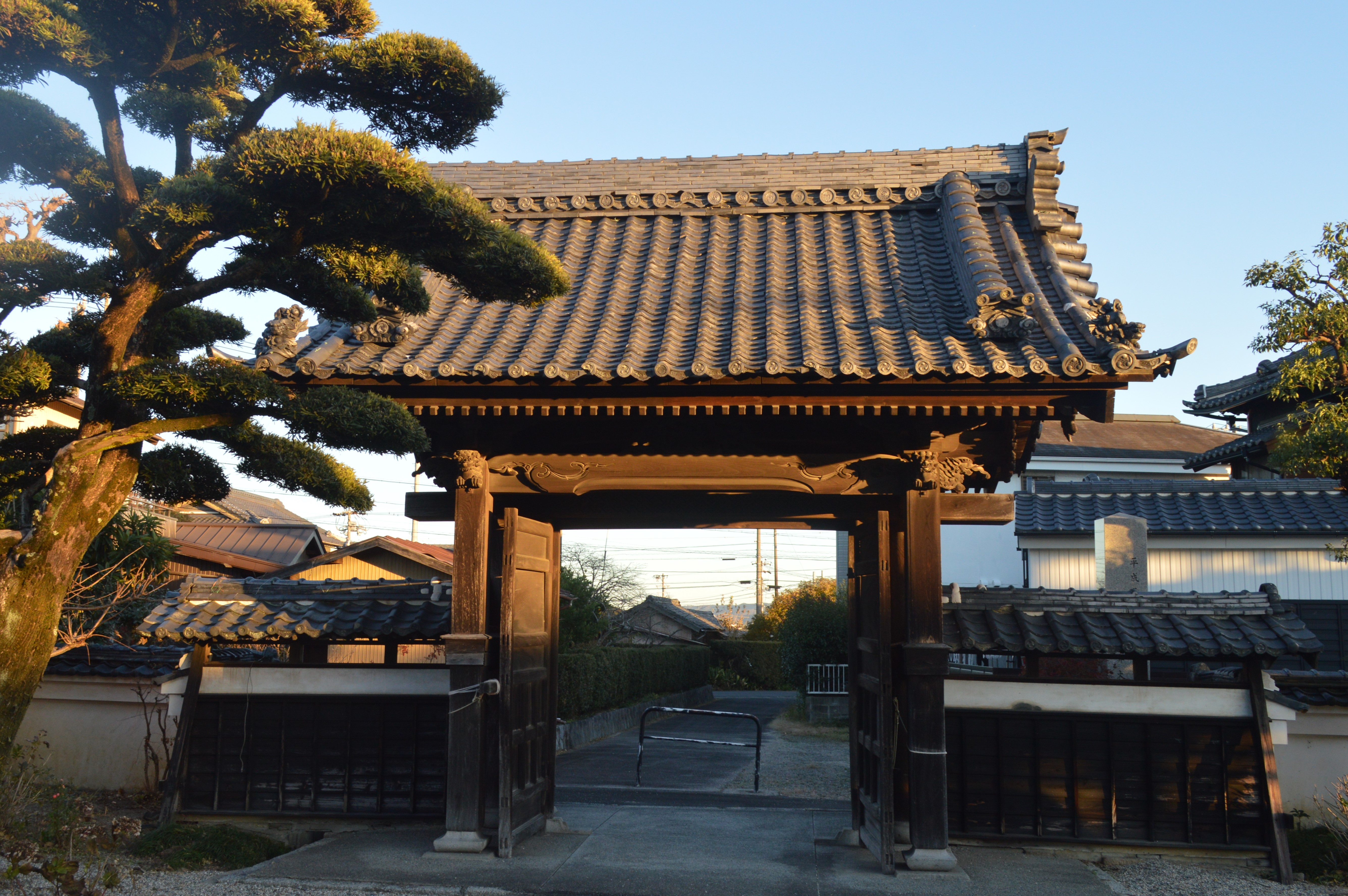
山門

### 市指定文化財
- 絹本著色方便法身阿弥陀如来尊像
  - 縦51.9センチメートル、横23.5センチメートル。
  - 室町時代の作[11]。西三河地方では蓮如が精力的に布教を行っており、他宗派から改宗したり真宗寺院として創建した寺には蓮如筆の六字名号が下賜されたり、方便法身尊像が下賜された[12]。1972年（昭和47年）11月14日に安城市指定文化財に指定された[11]。

### 登録有形文化財
- 本堂
  - 入母屋造、桟瓦葺[1]。建築面積326平方メートル[1]。桁行9間、梁間7間[1]。江戸時代末期の中型真宗本堂の典型例とされる[6]。木鼻彫刻や蟇股に岡田大工（岡田五左衛門）の特徴が表れているとされる[6]。
  - 天保6年（1835年）竣工[1]。2022年（令和4年）2月17日に登録有形文化財に登録された[1]。登録基準は「国土の歴史的景観に寄与しているもの」[3]。
- 山門
  - 切妻造、桟瓦葺[2]。間口3.6メートル[2]。主柱である丸柱の前後に控柱として角柱が建てられた四脚門[6]。両脇に袖塀を有する[2]。近代における伝統的山門の好例とされる[6]。
  - 1903年（明治36年）竣工[2]。2022年（令和4年）2月17日に登録有形文化財に登録された[2]。登録基準は「国土の歴史的景観に寄与しているもの」[3]。